# Sybra minutissima
Sybra minutissima är en skalbaggsart som beskrevs av Stefan von Breuning 1943. Sybra minutissima ingår i släktet Sybra och familjen långhorningar. Inga underarter finns listade i Catalogue of Life.